# Brigitte Helm
Brigitte Helm (n. 17 martie 1908, Schöneberg⁠(d), Regatul Prusiei, Imperiul German – d. 11 iunie 1996, Ascona, Cantonul Ticino, Elveția) a fost o actriță germană.

## Filmografie selectivă
- Metropolis (1927), regizor: Fritz Lang
- At the Edge of the World, (Am Rande der Welt, 1927), regizor: Karl Grune
- The Love of Jeanne Ney (Die Liebe der Jeanne Ney, 1927), regizor: G.W. Pabst
- Alraune (1928), regizor: Henrik Galeen; rol titular
- The Devious Path also known as Abwege (1928) regizor: G.W. Pabst
- Yacht of the Seven Sins (Die Yacht der sieben Sünden, 1928), regizori: Jacob Fleck, Luise Fleck
- L'Argent (1928), regizor: Marcel L'Herbier
- Scandal in Baden-Baden (Skandal in Baden-Baden, 1929), regizor: Erich Waschneck
- Manolescu (1929), regizor: Victor Tourjansky
- The Wonderful Lies of Nina Petrovna (Die wunderbare Lüge der Nina Petrowna, 1929), regizor: Hanns Schwarz
- The Singing City (Die singende Stadt, 1930), regizor Carmine Gallone
- Alraune (1930), regizor: Richard Oswald; rol titular
- Gloria (1931), regizor: Hans Behrendt
- Gloria (1931), regizor: Yvan Noé
- In the Employ of the Secret Service (Im Geheimdienst, 1931), regizor: Gustav Ucicky
- The Blue Danube (1932), regizor: Herbert Wilcox
- The Countess of Monte Cristo (Die Gräfin von Monte-Christo, 1932), regizor: Karl Hartl
- The Mistress of Atlantis (Die Herrin von Atlantis, 1932) regizor: G.W. Pabst
- Three on a Honeymoon (Hochzeitsreise zu dritt, 1932), regizor: Erich Schmidt
- Honeymoon Trip (Voyage de noces, 1933), regizori: Germain Fried, Joe May, Erich Schmidt
- The Marathon Runner (Der Läufer von Marathon, 1933), regizor: Ewald André Dupont
- Spies at Work (Spione am Werk, 1933), regizor: Gerhard Lamprecht
- The Star of Valencia (L'Étoile de Valencia, 1933), regizor: Serge de Poligny
- Happy Days in Aranjuez (Die schönen Tage von Aranjuez, 1933), regizor: Johannes Meyer
- Inge and the Millions (Inge und die Millionen, 1933), regizor: Erich Engel
- Gold (1934), regizor: Karl Hartl
- The Island (Die Insel, 1934), regizor: Hans Steinhoff
- Count Woronzeff (Fürst Woronzeff, 1934), regizor: Arthur Robison
- An Ideal Husband (Ein idealer Gatte, 1935), regizor: Herbert Selpin
- Wie im Traum (1978, scurt), regizor: Egon Haase